# Walerij Leontjew
Walerij Jakowlewicz Leontjew (ros. Валерий Яковлевич Леонтьев; ur. 19 marca 1949 w Ust'-Usa, Komi ASRR, RFSRR w Związku Radzieckim) – rosyjski piosenkarz, jeden z najbardziej znanych wykonawców muzyki popularnej w Związku Radzieckim, a następnie Rosji.

## Odznaczenia
- Ludowy Artysta Federacji Rosyjskiej (1996)
- Order „Za zasługi dla Ojczyzny” IV klasy (2005)
- Order Honoru (2009)